# After Dark (Asian Kung-Fu Generation)
After Dark (アフターダーク?, Afutā Dāku) è un brano musicale del gruppo musicale giapponese Asian Kung-Fu Generation, pubblicato come loro decimo singolo il 7 novembre 2007. Il brano è incluso nell'album World World World, settimo lavoro del gruppo. Il singolo ha raggiunto la sesta posizione della classifica Oricon dei singoli più venduti in Giappone Il brano è stato utilizzato come settima sigla dell'anime Bleach, dal centoquarantaquattresimo al centosessantasettesimo episodio.

## Tracce
CD Singolo KSCL-1176
1. After Dark (アフターダーク?, Afutā Dāku)
2. Yuigahama Kite (由比ヶ浜カイト?, Yuigahama Kaito)

## Classifiche
| Classifica (2007) | Posizione più alta |
| ----------------- | ------------------ |
| Giappone (Oricon) | 6                  |